# Valence-d'Albigeois
Pour les articles homonymes, voir Valence.
Valence-d'Albigeois (en occitan : Valença d'Albigés)  est une commune française située dans le nord-est du département du Tarn, en région Occitanie. Sur le plan historique et culturel, la commune est dans le Ségala, un territoire s'étendant sur les départements du Tarn et de l'Aveyron, constitué de longs plateaux schisteux, morcelés d'étroites vallées.
Exposée à un climat océanique altéré, elle est drainée par le Boutescure, le ruisseau d'Aygou, le ruisseau de Blaunauze, le ruisseau del Loup et par divers autres petits cours d'eau. La commune possède un patrimoine naturel remarquable composé de trois zones naturelles d'intérêt écologique, faunistique et floristique.
Valence-d'Albigeois est une commune rurale qui compte 1 276 habitants en 2022. Ses habitants sont appelés les Valencinois ou Valencinoises.

## Géographie

### Localisation
Valence-d'Albigeois se situe à l'est 27 km d'Albi et à 470 m d'altitude.

### Communes limitrophes
Les communes limitrophes sont  Andouque, Faussergues, Padiès, Saint-Cirgue, Saint-Julien-Gaulène et Saint-Michel-Labadié.
| Andouque             | Padiès              | Faussergues          |
| Saint-Julien-Gaulène | Valence-d'Albigeois | Saint-Michel-Labadié |
|                      | Saint-Cirgue        |                      |

### Voies de communication et transports
La route menant à Réquista (CD 903) était jadis la route naturelle pour aller d'Albi à Millau (des écrits le confirment depuis Louis XIV à 1940 en passant par la Révolution : rapports des responsables et ingénieurs de la voirie). En effet sa position sur un plateau au milieu d'un « relief en creux », comme disent les géologues, n'imposait pas aux équipages de bœufs et de chevaux qui tiraient de lourds charrois d'affronter des gorges profondes comme celle de Saint-Sernin. La commune est un chef-lieu de canton situé au nord-est du Tarn, qui touche le département de l'Aveyron.

### Hydrographie
La commune est dans le bassin de la Garonne, au sein du bassin hydrographique Adour-Garonne. Elle est drainée par le Boutescure, le ruisseau d'Aygou, le ruisseau de Blaunauze, le ruisseau del Loup, le ruisseau Bergade, le ruisseau de Bouldouyre, le ruisseau de Juéry et par divers petits cours d'eau, qui constituent un réseau hydrographique de 20 km de longueur totale,.
Le Boutescure, d'une longueur totale de 15,3 km, prend sa source dans la commune de Saint-Jean-Delnous et s'écoule d'est en ouest. Il traverse la commune et se jette dans le Cérou à Andouque, après avoir traversé 5 communes.
Le ruisseau d'Aygou, d'une longueur totale de 15,8 km, prend sa source dans la commune et s'écoule du nord-est au sud-ouest. Il traverse la commune et se jette dans le Tarn à Ambialet, après avoir traversé 5 communes.

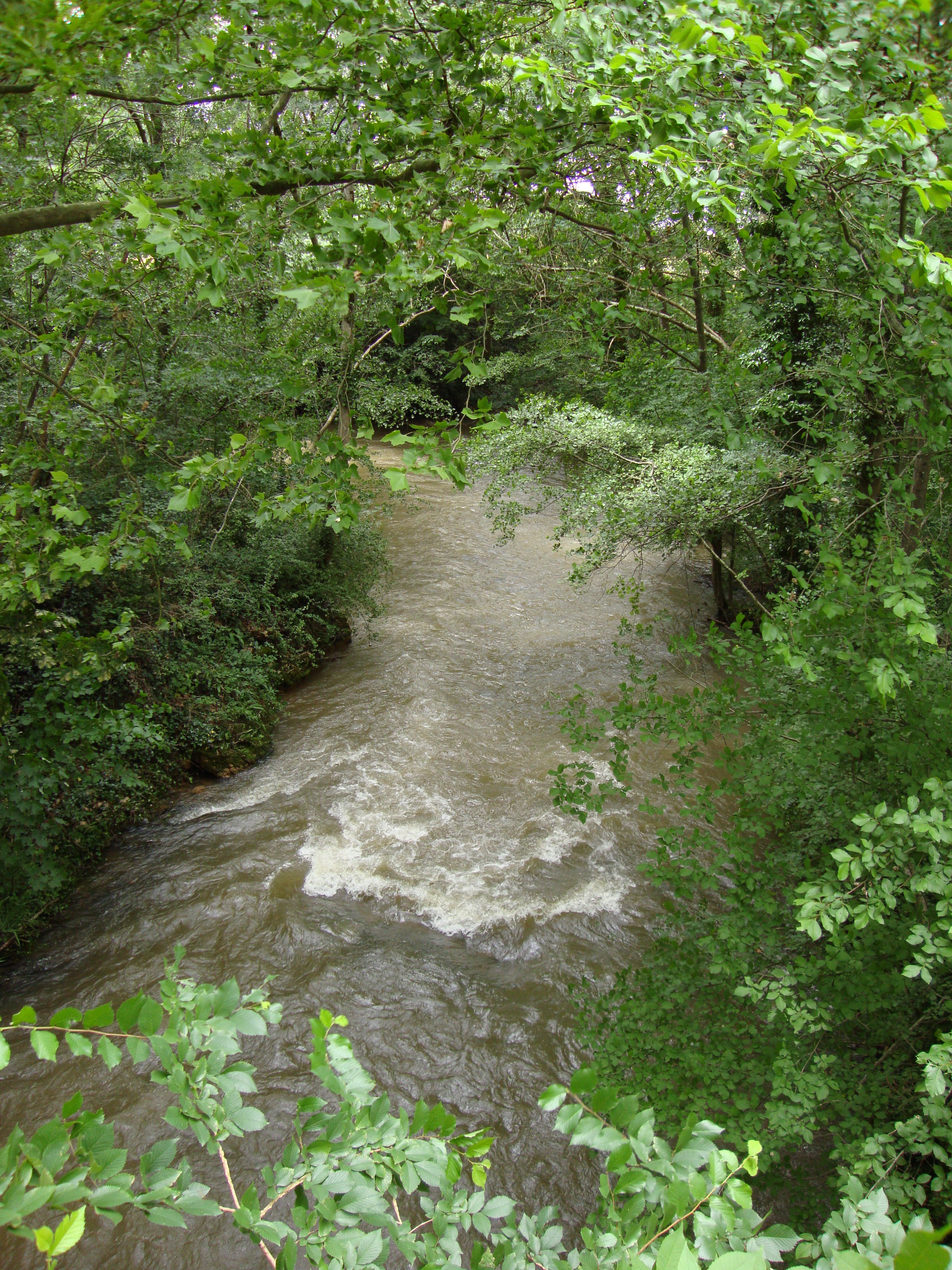
La Durenque à Valdurenque.
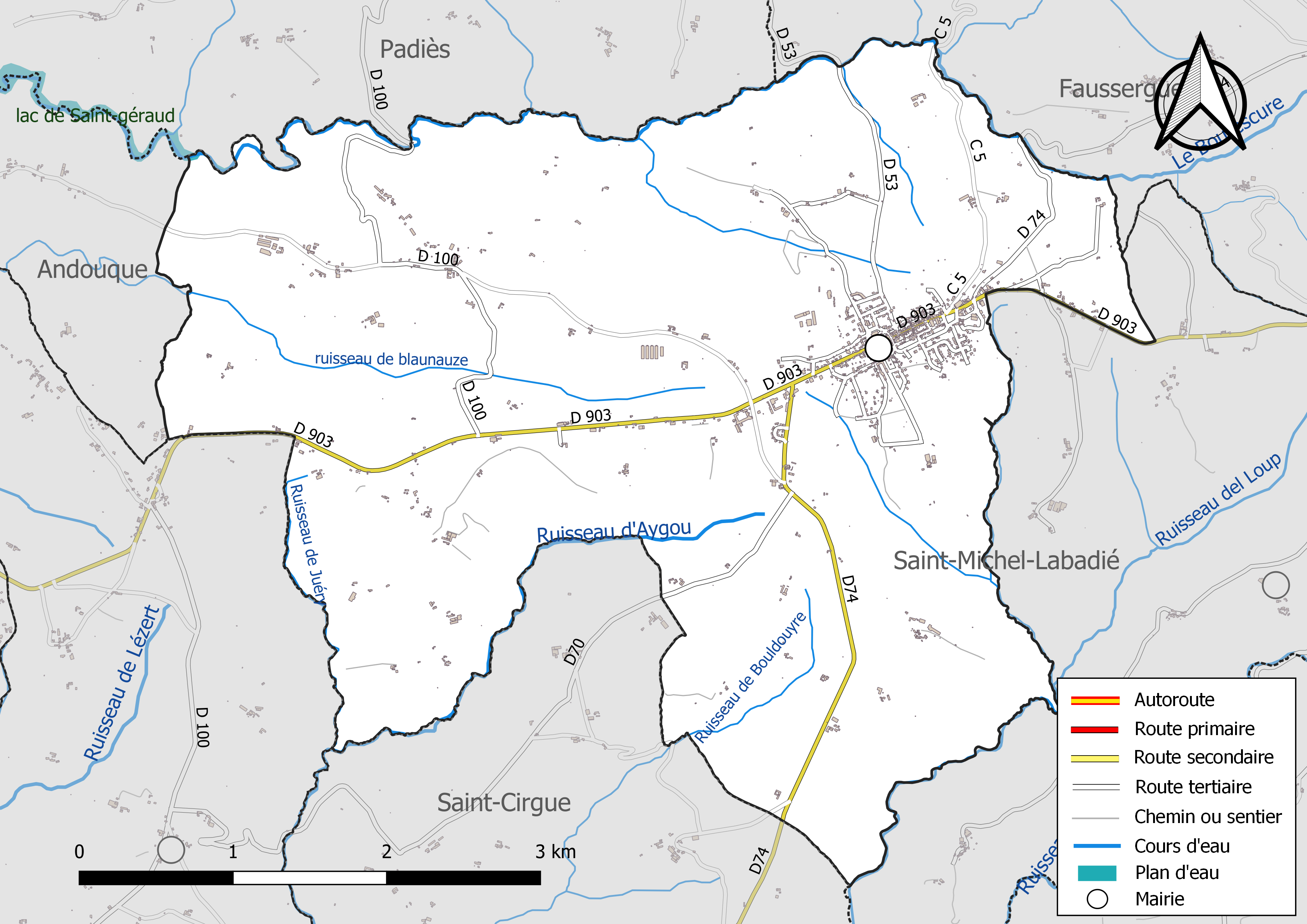
Réseaux hydrographique et routier de Valence-d'Albigeois.

### Climat
Pour des articles plus généraux, voir Climat de l'Occitanie et Climat du Tarn.
En 2010, le climat de la commune est de type climat océanique altéré, selon une étude du Centre national de la recherche scientifique s'appuyant sur une série de données couvrant la période 1971-2000. En 2020, Météo-France publie une typologie des climats de la France métropolitaine dans laquelle la commune est toujours exposée à un climat océanique altéré et est dans la région climatique Sud-est du Massif Central, caractérisée par une pluviométrie annuelle de 1 000 à 1 500 mm, minimale en été, maximale en automne.
Pour la période 1971-2000, la température annuelle moyenne est de 11,6 °C, avec une amplitude thermique annuelle de 15,7 °C. Le cumul annuel moyen de précipitations est de 964 mm, avec 11 jours de précipitations en janvier et 6,4 jours en juillet. Pour la période 1991-2020, la température moyenne annuelle observée sur la station météorologique de Météo-France la plus proche, « Tanus », sur la commune de Tanus à 12 km à vol d'oiseau, est de 12,1 °C et le cumul annuel moyen de précipitations est de 866,6 mm. 
La température maximale relevée sur cette station est de 38,9 °C, atteinte le 23 août 2023 ; la température minimale est de −12,7 °C, atteinte le 9 février 2012,,.
Les paramètres climatiques de la commune ont été estimés pour le milieu du siècle (2041-2070) selon différents scénarios d'émission de gaz à effet de serre à partir des nouvelles projections climatiques de référence DRIAS-2020. Ils sont consultables sur un site dédié publié par Météo-France en novembre 2022.

### Milieux naturels et biodiversité
L’inventaire des zones naturelles d'intérêt écologique, faunistique et floristique (ZNIEFF) a pour objectif de réaliser une couverture des zones les plus intéressantes sur le plan écologique, essentiellement dans la perspective d’améliorer la connaissance du patrimoine naturel national et de fournir aux différents décideurs un outil d’aide à la prise en compte de l’environnement dans l’aménagement du territoire.
Une ZNIEFF de type 1 est recensée sur la commune :
la « haute vallée du Cérou » (1 427 ha), couvrant 7 communes du département et deux ZNIEFF de type 2, :
- la « haute vallée du Cérou » (3 007 ha), couvrant 13 communes dont deux dans l'Aveyron et 11 dans le Tarn[15] ;
- la « vallée du Tarn, amont » (36 322 ha), couvrant 57 communes dont 31 dans l'Aveyron, une dans la Lozère et 25 dans le Tarn[16].

Carte des ZNIEFF de type 1 et 2 à Valence-d'Albigeois.
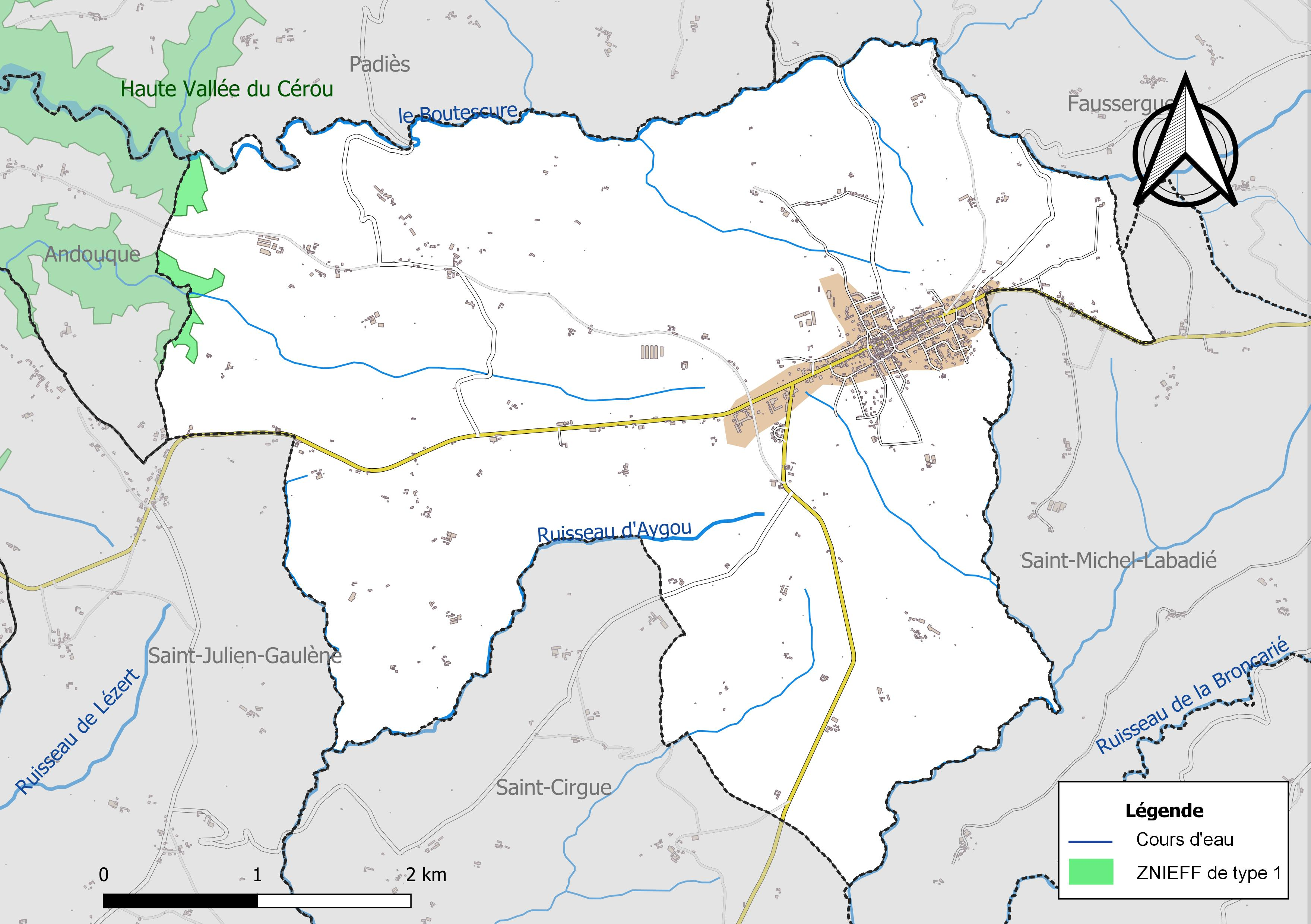
Carte de la ZNIEFF de type 1 sur la commune.
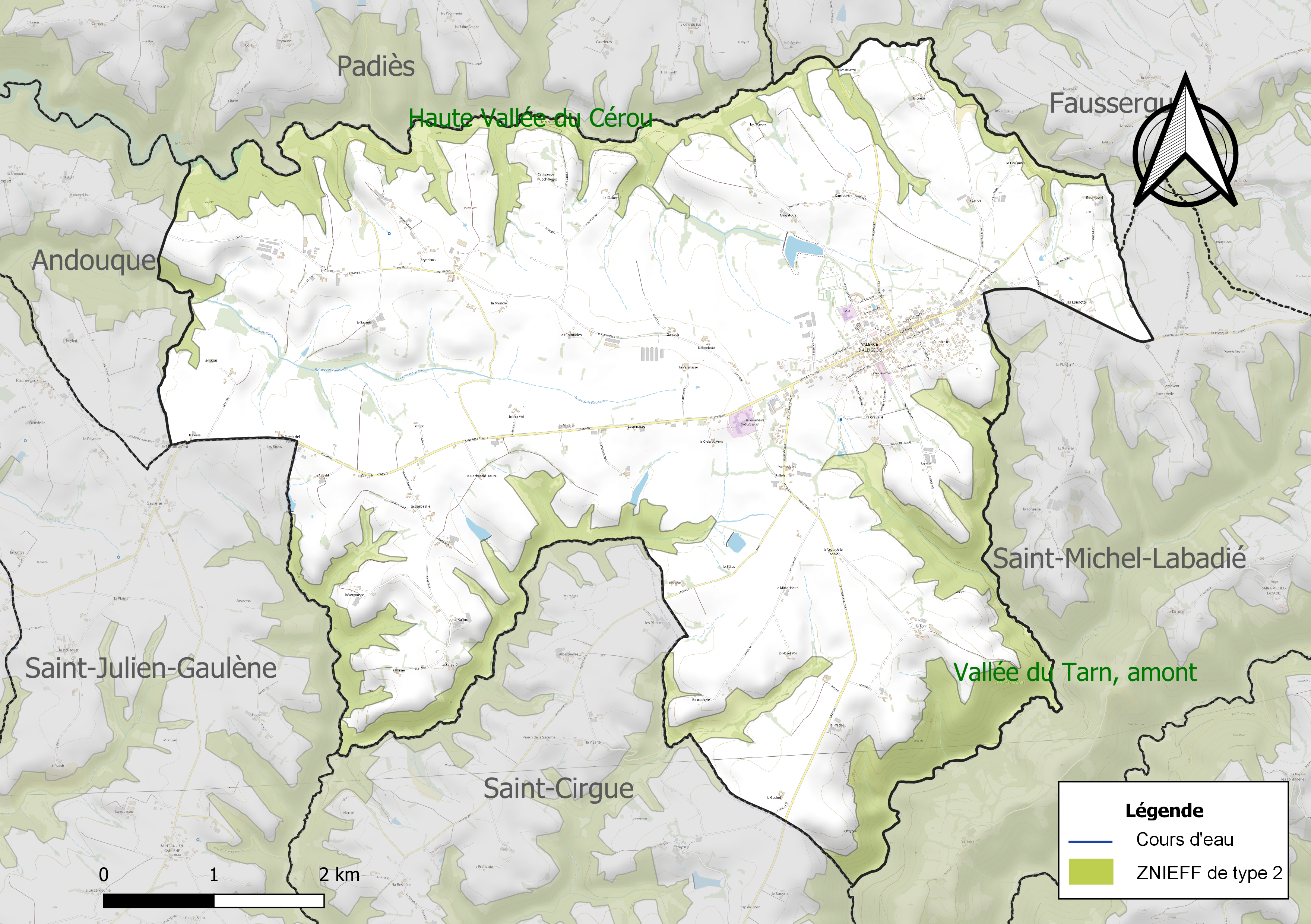
Carte des ZNIEFF de type 2 sur la commune.

## Urbanisme

### Typologie
Au 1er janvier 2024, Valence-d'Albigeois est catégorisée commune rurale à habitat dispersé, selon la nouvelle grille communale de densité à sept niveaux définie par l'Insee en 2022.
Elle est située hors unité urbaine et hors attraction des villes,.

### Occupation des sols
L'occupation des sols de la commune, telle qu'elle ressort de la base de données européenne d’occupation biophysique des sols Corine Land Cover (CLC), est marquée par l'importance des territoires agricoles (80,1 % en 2018), une proportion sensiblement équivalente à celle de 1990 (80,2 %). La répartition détaillée en 2018 est la suivante :
zones agricoles hétérogènes (58,1 %), forêts (13,3 %), prairies (12,3 %), terres arables (9,7 %), milieux à végétation arbustive et/ou herbacée (3,4 %), zones urbanisées (3,2 %). L'évolution de l’occupation des sols de la commune et de ses infrastructures peut être observée sur les différentes représentations cartographiques du territoire : la carte de Cassini (XVIIIe siècle), la carte d'état-major (1820-1866) et les cartes ou photos aériennes de l'IGN pour la période actuelle (1950 à aujourd'hui).

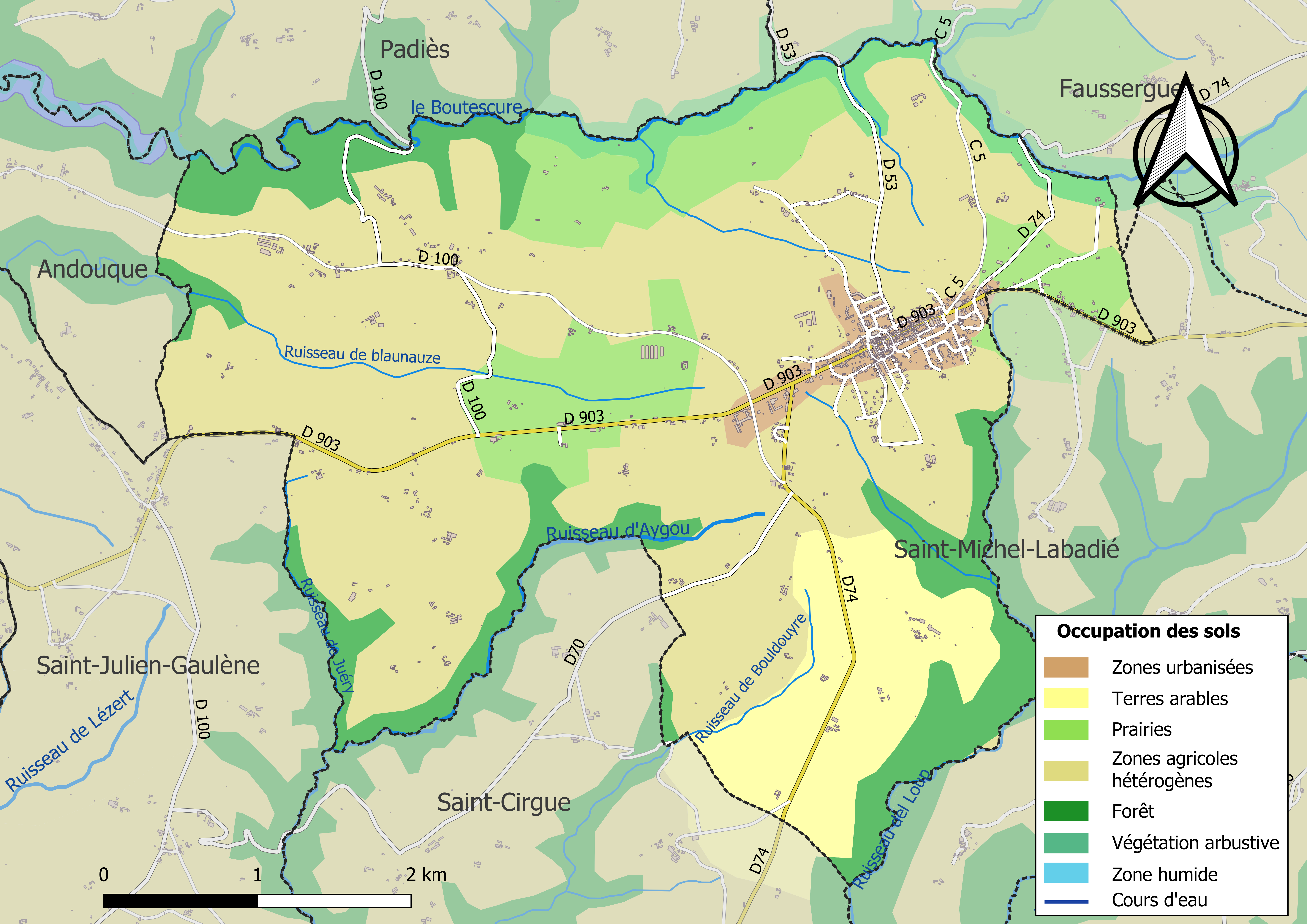
Carte des infrastructures et de l'occupation des sols de la commune en 2018 (CLC).

### Risques majeurs
Le territoire de la commune de Valence-d'Albigeois est vulnérable à différents aléas naturels : météorologiques (tempête, orage, neige, grand froid, canicule ou sécheresse), inondations, mouvements de terrains et séisme (sismicité très faible). Il est également exposé à un risque technologique, le transport de matières dangereuses, et à un risque particulier : le risque de radon. Un site publié par le BRGM permet d'évaluer simplement et rapidement les risques d'un bien localisé soit par son adresse soit par le numéro de sa parcelle.

#### Risques naturels
Certaines parties du territoire communal sont susceptibles d’être affectées par le risque d’inondation par débordement de cours d'eau, notamment le ruisseau d'Aygou et le Boutescure. La cartographie des zones inondables en ex-Midi-Pyrénées réalisée dans le cadre du XIe Contrat de plan État-région, visant à informer les citoyens et les décideurs sur le risque d’inondation, est accessible sur le site de la DREAL Occitanie. La commune a été reconnue en état de catastrophe naturelle au titre des dommages causés par les inondations et coulées de boue survenues en 1982,.
Valence-d'Albigeois est exposée au risque de feu de forêt. En 2022, il n'existe pas de Plan de Prévention des Risques incendie de forêt (PPRif). Le débroussaillement aux abords des maisons constitue l’une des meilleures protections pour les particuliers contre le feu,.

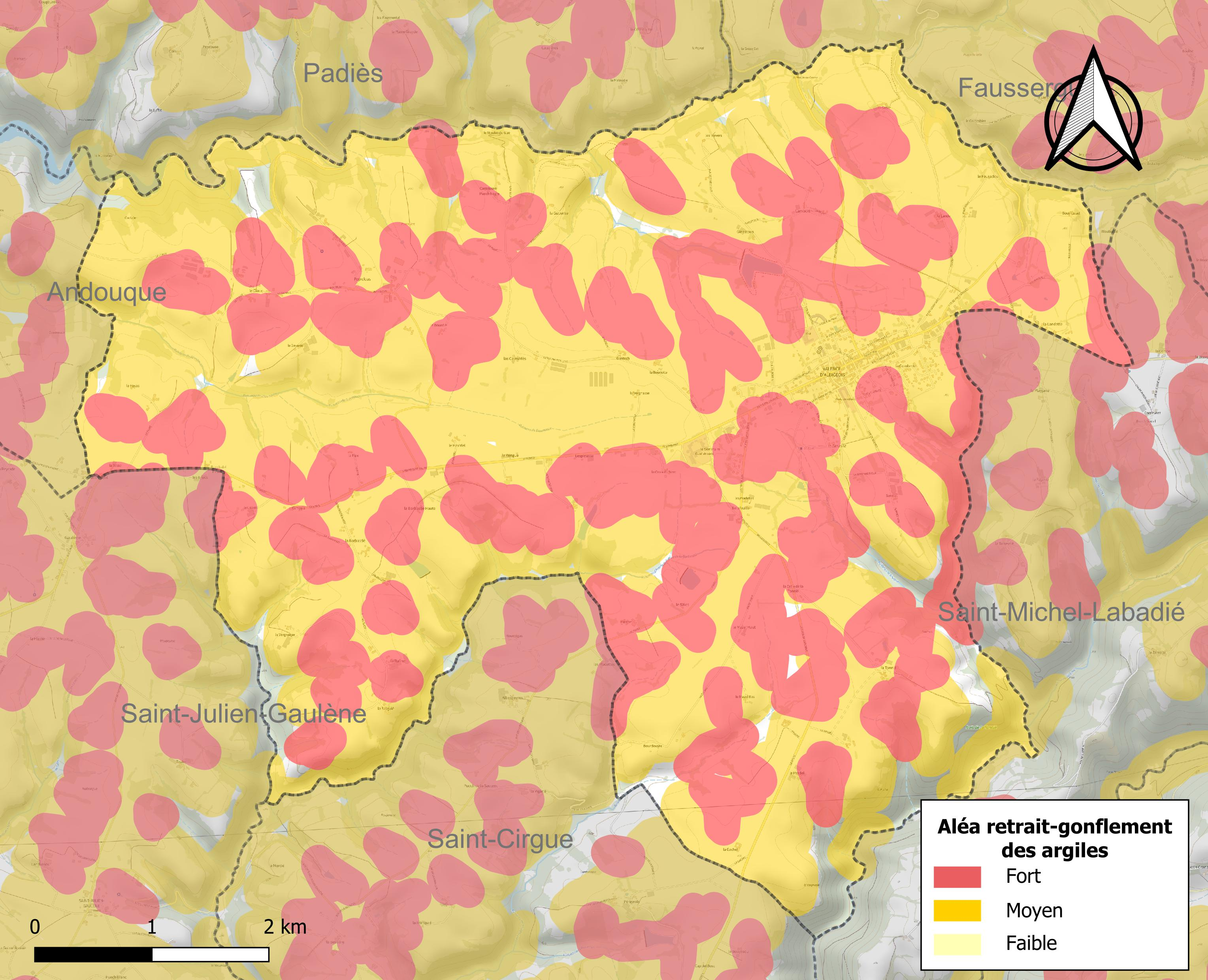
Carte des zones d'aléa retrait-gonflement des sols argileux de Valence-d'Albigeois.

La commune est vulnérable au risque de mouvements de terrains constitué principalement du retrait-gonflement des sols argileux. Cet aléa est susceptible d'engendrer des dommages importants aux bâtiments en cas d’alternance de périodes de sécheresse et de pluie. 96,6 % de la superficie communale est en aléa moyen ou fort (76,3 % au niveau départemental et 48,5 % au niveau national). Sur les 517 bâtiments dénombrés sur la commune en 2019, 517 sont en aléa moyen ou fort, soit 100 %, à comparer aux 90 % au niveau départemental et 54 % au niveau national. Une cartographie de l'exposition du territoire national au retrait gonflement des sols argileux est disponible sur le site du BRGM,.
Par ailleurs, afin de mieux appréhender le risque d’affaissement de terrain, l'inventaire national des cavités souterraines permet de localiser celles situées sur la commune.

#### Risques technologiques
Le risque de transport de matières dangereuses sur la commune est lié à sa traversée par des infrastructures routières ou ferroviaires importantes ou la présence d'une canalisation de transport d'hydrocarbures. Un accident se produisant sur de telles infrastructures est susceptible d’avoir des effets graves sur les biens, les personnes ou l'environnement, selon la nature du matériau transporté. Des dispositions d’urbanisme peuvent être préconisées en conséquence.

#### Risque particulier
Dans plusieurs parties du territoire national, le radon, accumulé dans certains logements ou autres locaux, peut constituer une source significative d’exposition de la population aux rayonnements ionisants. Certaines communes du département sont concernées par le risque radon à un niveau plus ou moins élevé. Selon la classification de 2018, la commune de Valence-d'Albigeois est classée en zone 2, à savoir zone à potentiel radon faible mais sur lesquelles des facteurs géologiques particuliers peuvent faciliter le transfert du radon vers les bâtiments.

## Histoire
La bastide de Valence fondée en 1278 par le sénéchal de Toulouse Eustache de Beaumarchais au nom du roi Philippe III (Le Hardi) à proximité d'une abbaye sise au lieudit Cambors appartenant au prieur d'Ambialet, reçut le qualificatif d'Albigeois en 1892 pour éviter la confusion avec les cinq autres « Valence » de France. Le nom lui fut donné au retour d'une expédition d'Eustache de Beaumarchais en Navarre. Eustache de Beaumarchais a exercé la charge de sénéchal de Toulouse de 1272 à 1295 : il était en cela le plus haut fonctionnaire royal.
Cette fondation s'inscrit dans le cadre général de ce mouvement planifié d'urbanisme du Moyen Âge qu'est la création de bastides.
Si beaucoup de bastides ont conservé le nom primitif du lieu où elles ont été érigées, ou bien ont pris le nom de leur fondateur ou de son lieu d'origine, comme Arthès (Robert d'Artois) ou Beauvais (Jean de Marigny, évêque de Beauvais) nombre d'entre elles ont reçu un nom évoquant la nouveauté de leur fondation, comme Villeneuve ou Castelnau, ou les franchises et avantages accordés, comme Villefranche ou Sauveterre ; il y a bien des exemples d'un nom emprunté à une ville célèbre de l'étranger, espagnole comme Valence, et aussi comme Cordes (de Cordoue), Pampelonne, Grenade, Cadix ou Mirande (Miranda del Ebro), italienne comme Pavie, Viterbe, Fleurance ou Boulogne, voire du Moyen-Orient, en souvenir des croisades, comme Damiatte (de Damiette, dont Saint Louis s'était emparé en 1248). D'autres, enfin, rappellent simplement la qualité royale de leur fondation, comme Réalmont ou Montréal (du Gers)...
La ville fut très tôt un des sièges de la Judicature du pays d'Albigeois (rive droite du Tarn) dans la sénéchaussée de Toulouse (la rive gauche appartenant à la sénéchaussée de Carcassonne. L'officier royal y rendait la justice, mais pas la justice criminelle et la justice civile jusqu'à trois livres, qui étaient le privilège attribués par l'acte de fondation aux consuls de Valence. Le même texte prévoyait qu'aucun habitant ne pouvait être soustrait à ses juges naturels et être appelé à répondre en justice en dehors de son lieu de résidence. Ces dispositions furent confirmées en 1351 par une ordonnance du roi Jean le Bon, délivrée par son commissaire en Languedoc. La charte réservait encore au roi la construction et l'usage (soumis à redevance) d'un four banal pour y cuire le pain des habitants. La guerre avec l'Angleterre, avec pillages et dévastations, se termina par le traité de Brétigny faisant de Valence, à la suite d'un découpage du territoire (le duché d'Aquitaine étant alors possession de l'Angleterre) une « ville frontière », le Viaur notamment fixant les limites des territoires ! Un peu plus au nord, Réquista était possession anglaise !
Dans la deuxième moitié du XVIIe siècle, la région de Valence s'illustra par des révoltes devant le paiement de l'impôt avec des épisodes rocambolesques et une résistance effrénée allant jusqu'à rosser les collecteurs et les sergents du guet...
Les archives départementales du Tarn possèdent toutes les délibérations des consuls une cinquantaine d'années avant la Révolution et celles qui ont suivi (conseils municipaux) ce qui permet de faire le lien jusqu'à nos jours. Et, en tout cas, avoir une idée précise des troubles de cette époque.
En 1892, la commune de Valence prend le nom de Valence-d'Albigeois, évitant ainsi toute confusion avec les autres communes de même nom (Valence, dans la vallée du Rhône, Valence d'Agen, Valence-sur-Baïse, Valence en Charente et Valence-en-Brie).

### Héraldique
| Valence-d'Albigeois | Son blasonnement est : D'azur à la lettre V capitale d'or, accompagnée de trois fleurs de lys du même. Ce blason a été peint sur le plafond de la salle des États albigeois, dans l'actuelle mairie d'Albi, probablement vers 1740, avec la facilité (faute du vrai) d'utiliser l'initiale : V comme Valence, R comme Réalmont, etc. La non concordance de ces blasons avec ceux utilisés par ailleurs et antérieurement, incite à une certaine prudence. Par ignorance, il est utilisé à tort sur les papiers administratifs. Le véritable blason (voir de nos jours façade du Centre de Secours), est "d'Azur à trois barres d'or". C'est le blason officiel, enregistré à l'Armorial Général d la France. |

## Politique et administration

### Liste des maires
| Période      | Période  | Identité         | Étiquette | Qualité |
| ------------ | -------- | ---------------- | --------- | ------- |
| mars 1989    | 2001     | Roger Blanc      | UMP       |         |
| mars 2001    | 2010     | Pierre Souyris   | PS        |         |
| janvier 2010 | En cours | Christine Deymié | PCF       |         |

## Démographie
| 1793 | 1800 | 1806 | 1821 | 1831 | 1836  | 1841  | 1846  | 1851  |
| ---- | ---- | ---- | ---- | ---- | ----- | ----- | ----- | ----- |
| 713  | 571  | 729  | 892  | 966  | 1 252 | 1 278 | 1 410 | 1 370 |

| 1856  | 1861  | 1866  | 1872  | 1876  | 1881  | 1886  | 1891  | 1896  |
| ----- | ----- | ----- | ----- | ----- | ----- | ----- | ----- | ----- |
| 1 286 | 1 303 | 1 333 | 1 451 | 1 495 | 1 877 | 1 782 | 1 557 | 1 519 |

| 1901  | 1906  | 1911  | 1921  | 1926  | 1931  | 1936  | 1946  | 1954  |
| ----- | ----- | ----- | ----- | ----- | ----- | ----- | ----- | ----- |
| 1 429 | 1 368 | 1 391 | 1 358 | 1 333 | 1 287 | 1 465 | 1 343 | 1 310 |

| 1962  | 1968  | 1975  | 1982  | 1990  | 1999  | 2004  | 2006  | 2009  |
| ----- | ----- | ----- | ----- | ----- | ----- | ----- | ----- | ----- |
| 1 175 | 1 155 | 1 042 | 1 145 | 1 194 | 1 142 | 1 249 | 1 265 | 1 278 |

| 2014  | 2019  | 2022  | - | - | - | - | - | - |
| ----- | ----- | ----- | - | - | - | - | - | - |
| 1 304 | 1 299 | 1 276 | - | - | - | - | - | - |

## Économie

### Revenus
En 2018, la commune compte 487 ménages fiscaux, regroupant 1 080 personnes. La médiane du revenu disponible par unité de consommation est de 20 280 € (20 400 € dans le département).

### Emploi
|                | 2008  | 2013  | 2018  |
| -------------- | ----- | ----- | ----- |
| Commune        | 5 %   | 6,9 % | 8,5 % |
| Département    | 8,2 % | 9,9 % | 10 %  |
| France entière | 8,3 % | 10 %  | 10 %  |

En 2018, la population âgée de 15 à 64 ans s'élève à 676 personnes, parmi lesquelles on compte 72,1 % d'actifs (63,6 % ayant un emploi et 8,5 % de chômeurs) et 27,9 % d'inactifs,. Depuis 2008, le taux de chômage communal (au sens du recensement) des 15-64 ans est inférieur à celui de la France et du département.
La commune est hors attraction des villes,. Elle compte 651 emplois en 2018, contre 685 en 2013 et 658 en 2008. Le nombre d'actifs ayant un emploi résidant dans la commune est de 437, soit un indicateur de concentration d'emploi de 149,2 % et un taux d'activité parmi les 15 ans ou plus de 43,9 %.
Sur ces 437 actifs de 15 ans ou plus ayant un emploi, 227 travaillent dans la commune, soit 52 % des habitants. Pour se rendre au travail, 75,2 % des habitants utilisent un véhicule personnel ou de fonction à quatre roues, 1,6 % les transports en commun, 15,4 % s'y rendent en deux-roues, à vélo ou à pied et 7,6 % n'ont pas besoin de transport (travail au domicile).

### Activités hors agriculture

#### Secteurs d'activités
132 établissements sont implantés à Valence-d'Albigeois au 31 décembre 2019. Le tableau ci-dessous en détaille le nombre par secteur d'activité et compare les ratios avec ceux du département,.
| Secteur d'activité                                                                                        | Commune | Commune | Département |
| Secteur d'activité                                                                                        | Nombre  | %       | %           |
| --- | ------- | ------- | ----------- |
| Ensemble                                                                                                  | 132     | 100 %   | (100 %)     |
| Industrie manufacturière, industries extractives et autres                                                | 23      | 17,4 %  | (13 %)      |
| Construction                                                                                              | 18      | 13,6 %  | (12,5 %)    |
| Commerce de gros et de détail, transports, hébergement et restauration                                    | 34      | 25,8 %  | (26,7 %)    |
| Information et communication                                                                              | 2       | 1,5 %   | (2,1 %)     |
| Activités financières et d'assurance                                                                      | 2       | 1,5 %   | (3,3 %)     |
| Activités immobilières                                                                                    | 8       | 6,1 %   | (4,2 %)     |
| Activités spécialisées, scientifiques et techniques et activités de services administratifs et de soutien | 11      | 8,3 %   | (13,8 %)    |
| Administration publique, enseignement, santé humaine et action sociale                                    | 26      | 19,7 %  | (15,5 %)    |
| Autres activités de services                                                                              | 8       | 6,1 %   | (9 %)       |

Le secteur du commerce de gros et de détail, des transports, de l'hébergement et de la restauration est prépondérant sur la commune puisqu'il représente 25,8 % du nombre total d'établissements de la commune (34 sur les 132 entreprises implantées à Valence-d'Albigeois), contre 26,7 % au niveau départemental.

#### Entreprises et commerces
Les cinq entreprises ayant leur siège social sur le territoire communal qui génèrent le plus de chiffre d'affaires en 2020 sont :
- Ovi Plateau Central - Ovipc, élevage d'ovins et de caprins (18 831 k€) ;
- SAS Di.st.el, fabrication de machines agricoles et forestières (9 265 k€) ;
- SARL Trujillo Patrick, travaux de peinture et vitrerie (3 224 k€) ;
- Auto-Recherche, commerce de voitures et de véhicules automobiles légers (1 151 k€) ;
- Societe Par Actions Simplifiee Caillol Holding - SAS Caillol Holding, activités des sociétés holding (448 k€).

### Agriculture
La commune est dans le Segala, une petite région agricole située dans le nord-est du département du Tarn. C’est la relative pauvreté du sol de cette région où ne poussait jadis que le seigle qui a donné son nom à cette aire géographique. Situé en moyenne altitude, le Ségala s’étend sur des territoires vallonnés et riches en schiste. En 2020, l'orientation technico-économique de l'agriculture  sur la commune est l'élevage d'ovins ou de caprins.
|               | 1988  | 2000  | 2010  | 2020  |
| ------------- | ----- | ----- | ----- | ----- |
| Exploitations | 62    | 51    | 32    | 30    |
| SAU (ha)      | 1 616 | 1 679 | 1 562 | 1 594 |

Le nombre d'exploitations agricoles en activité et ayant leur siège dans la commune est passé de 62 lors du recensement agricole de 1988  à 51 en 2000 puis à 32 en 2010 et enfin à 30 en 2020, soit une baisse de 52 % en 32 ans. Le même mouvement est observé à l'échelle du département qui a perdu pendant cette période 58 % de ses exploitations,. La surface agricole utilisée sur la commune a également diminué, passant de 1 616 ha en 1988 à 1 594 ha en 2020. Parallèlement la surface agricole utilisée moyenne par exploitation a augmenté, passant de 26 à 53 ha.

## Culture locale et patrimoine

### Lieux et monuments

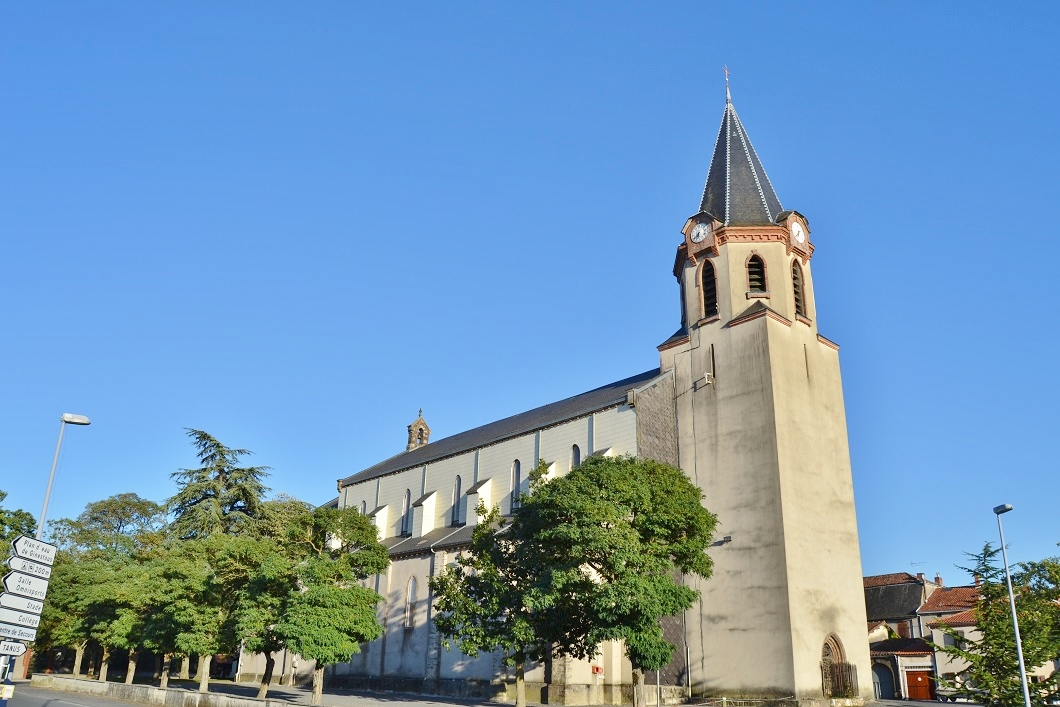
L'église paroissiale de Valence-d'Albigeois.

Les traces de la bastide initiale sont visibles d'après le dessin des boulevards extérieurs, à l'emplacement des murs et fossés disparus. De l'origine, ne subsistent que la base du clocher et la fontaine qui figure sur les plus anciens textes (Fontcouverte) et qui mériterait un soin particulier. Sur la place centrale, autrefois à « couverts » comme dans tant de bastides, des immeubles ont été construits, dont l'actuelle mairie, qui en réduisent notablement la superficie. En fait, depuis le Moyen Âge la grande extension des faubourgs a notoirement agrandi le village.
- Église Notre-Dame-de-l'Assomption de Valence-d'Albigeois.

### Personnalités liées à la commune
- Eustache de Beaumarchais, sénéchal de Toulouse, fondateur de la bastide en 1278, le collège de la ville prendra son nom.
- Jean Amat, premier consul en 1450.
- César Auguste de Clergue de La Tonnié, premier consul en 1765.
- Antoine Calmès de La Bessière, procureur du roi jusqu'en 1789.
- Joseph Charles de Martrin d'Esplas, propriétaire, dernier consul de la bastide de Valence en 1789.
- Léon de Martrin Donos, en religion dom François Régis, né à Valence le 13 octobre 1808, procureur général de l'ordre de la Trappe à Rome, fondateur et premier abbé de l'abbaye trappiste Notre-Dame de Staouéli en Algérie.
- Benjamin Chatard, notaire à Valence, conseiller général du Tarn en 1870, président de la commission départementale de 1885 à 1889.
- Joseph Paul-Boncour, homme politique français, élu conseiller général de Valence en 1931.
- Jean de Cambiaire, maire en 1959, directeur de la caisse de Crédit Agricole du Tarn, puis de La Réunion.
- Désiré Puel, maire en 1964, conseiller technique dans les ministères de l'Industrie puis de l'Intérieur (ministre Raymond Marcellin)
- Hughes Rudd, journaliste « star » de la télévision américaine, présentateur des « Morning News » sur la chaîne de télévision CBS, et reporter international de la chaîne ABC, domicilié dans les années 1970 au village de Valence, chemin de la Gravarié.
- Pierre Nespoulous, maire en 1971, conseiller général de Valence d'Albigeois, puis d'Albi, conseiller régional de Midi-Pyrénées, professeur à l'université Jean-Jaurès de Toulouse-le-Mirail.
- Nathalie Desplas Puel, originaire de Valence d'Albigeois, Docteur en sciences économiques en 2010, directrice du centre de recherche en tourisme et professeur d'économie touristique à l'université technologique de Monterrey, campus Chihuahua (Mexique).
- Pierre Cuq, maire de la commune de Lacapelle Pinet et Conseiller général du canton de Valence d'Albigeois durant quatre mandats (1952-1976)Il fut aussi le plus jeune maire de France.

## Sports
La commune possède un complexe sportif avec tribunes, terrains annexes, gymnase polyvalent, deux courts de tennis et locaux sièges des associations sportives (football, rugby à XV, judo,etc.
Les clubs marquants sont le Valence Olympique (rugby à XV) et Valence-Olympique football. Il existe en outre lUnion Sportive Valencinoise, club omnisports.
La commune accueillait un club de rugby à XIII après la deuxième guerre mondiale : un club qui devint même champion de France  1951  sous la conduite du Demi de mêlée, le carmausin Pierre Cuq.